# اتفاقية بريوني

خريطة سلوفينيا (خضراء) وكرواتيا (وردية) وبقية يوغوسلافيا (أصفر شاحب) وقت إبرام اتفاق بريوني

إعلان أو اتفاقية بريوني هي وثيقة وقعت من قبل سلوفينيا وكرواتيا واتحاد دول يوغوسلافيا تحت رعاية سياسية من منظمة المجتمع الاقتصادي الأوروبي (EC) في السابع من يوليو عام 1991 داخل مجموعة جزر البيروني.
وسعت الاتفاقية إلى خلق بيئة تتيح مزيدا من المفاوضات حول مستقبل يوغوسلافيا القادم، لكن في نهاية المطاف كانت سبب في عزل رئيس الوزراء أنتي ماركوفيتش من منصبه على الرغم من جهوده الحثيثة للحفاظ على تماسك وحده البلاد. مما بدوره أوقف أي سلطة فدرالية كانت موجودة على سلوفينيا. وجعل ذلك الجيش الوطني اليوغوسلافي متفرغا للتركيز على القتال في كرواتيا، وبدء ترسيم حدود دولية بينه وبين سلوفينيا، مراهنا بذلك على رغبة منظمة المجتمع الاقتصادي الأوروبي (EC) على حل الأزمة.
وضعت الاتفاقية نهاية للقتال الذي كان يتم بين القوات اليوغسلافية والسلوفينية في حرب العشر أيام. كما أن كرواتيا وسلوفينيا اتفقوا على وقف القتال بسبب احتفالات عيد الاستقلال في الخامس والعشرين من يونيو ولمدة ثلاثة أشهر.
أصلحت الوثيقة الكثير من المشكلات بما فيها مراقبة الحدود ونقاط التفتيش والجمارك على الحدود السلوفينية، مراقبة الملاحة الجوية، حدوث تبادل بين أسرى الحرب من الجهتين. وشكلت أيضا بعثة لمراقبة ورصد تنفيذ الاتفاق في سلوفينيا. وبعد 11 يوما من إبرام الاتفاقية، سحبت الحكومة الفيدرالية الجيش اليوغوسلافي من سلوفينيا ولكن على الرغم من ذلك لم يحدث الاتفاق أي تأثير لتخفيف حده القتال في كرواتيا.